# Bụp mì
Bụp mì (danh pháp khoa học: Abelmoschus manihot) là loài thực vật có hoa thuộc họ Cẩm quỳ. Loài này trước đây được xếp vào chi Dâm bụt (Hibiscus), hiện nay được xếp vào chi Vông vang (Abelmoschus).

## Hình ảnh

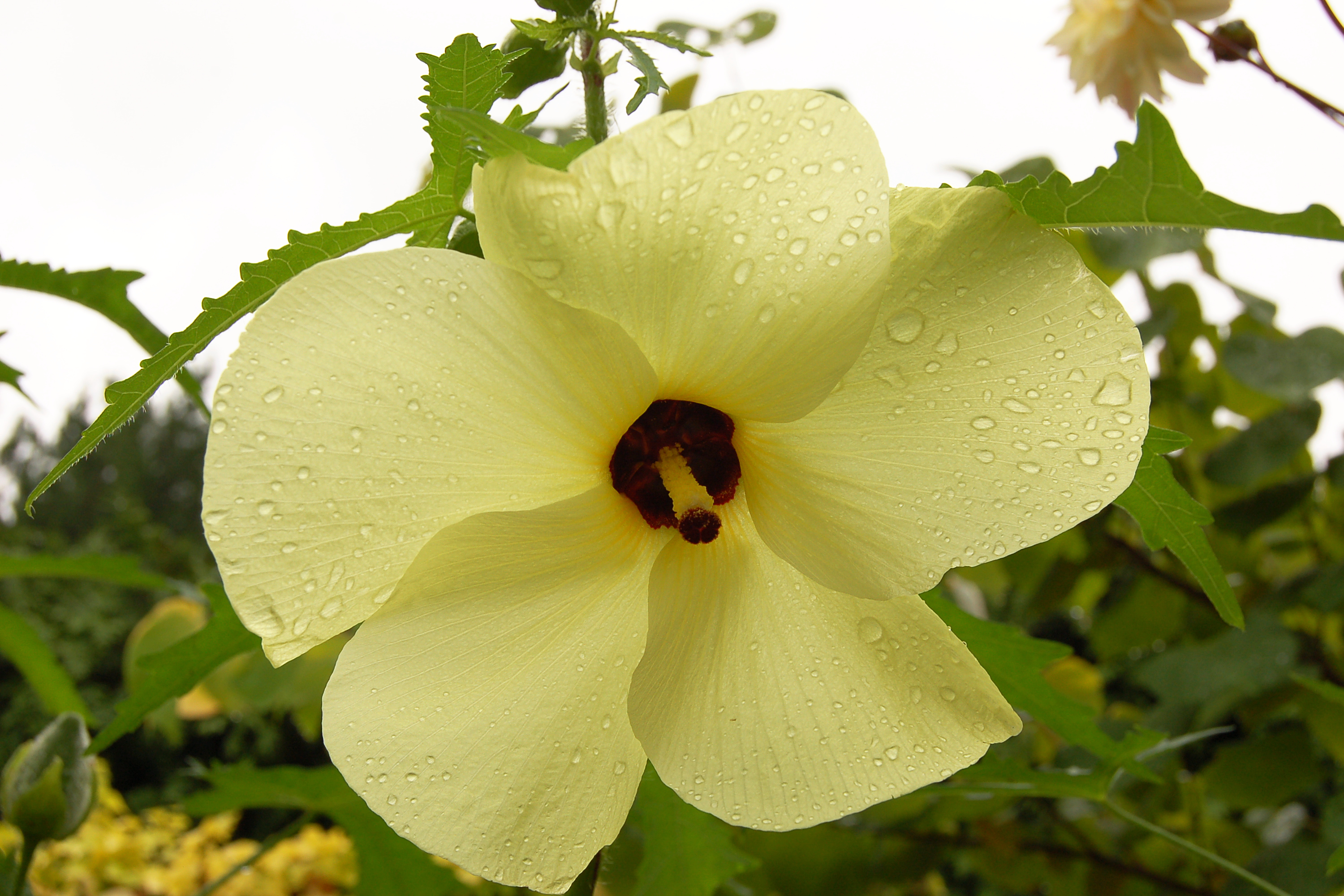
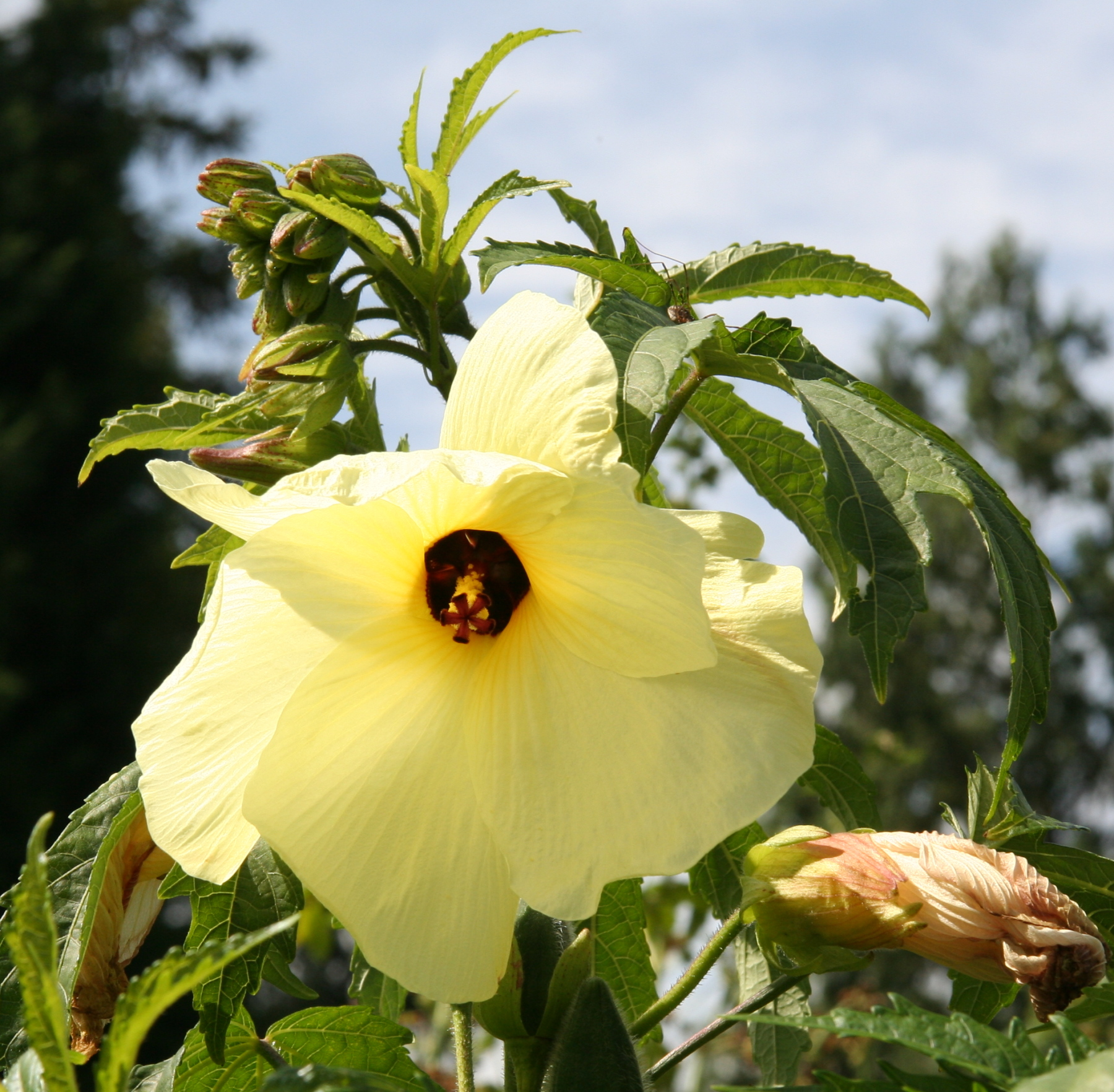
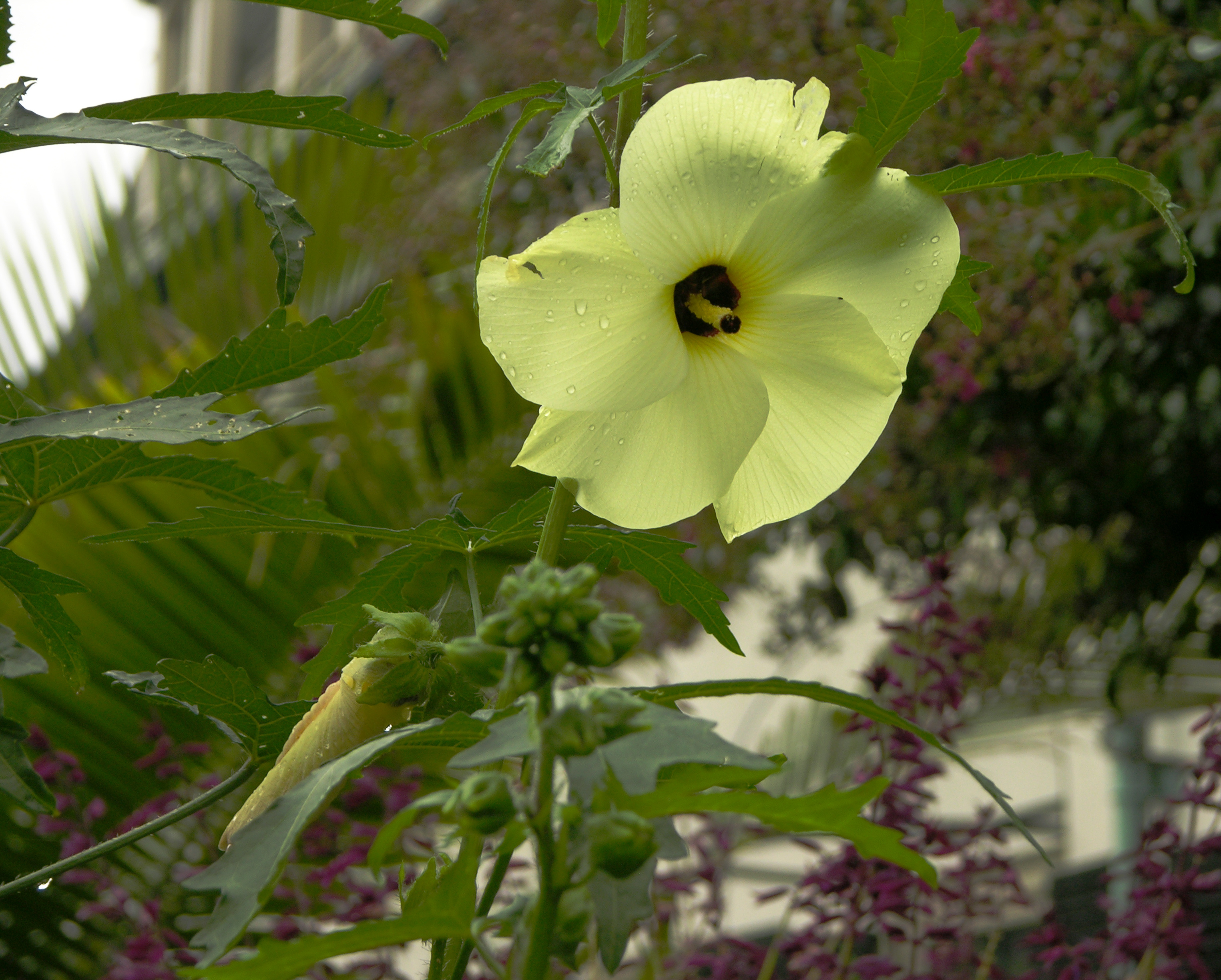
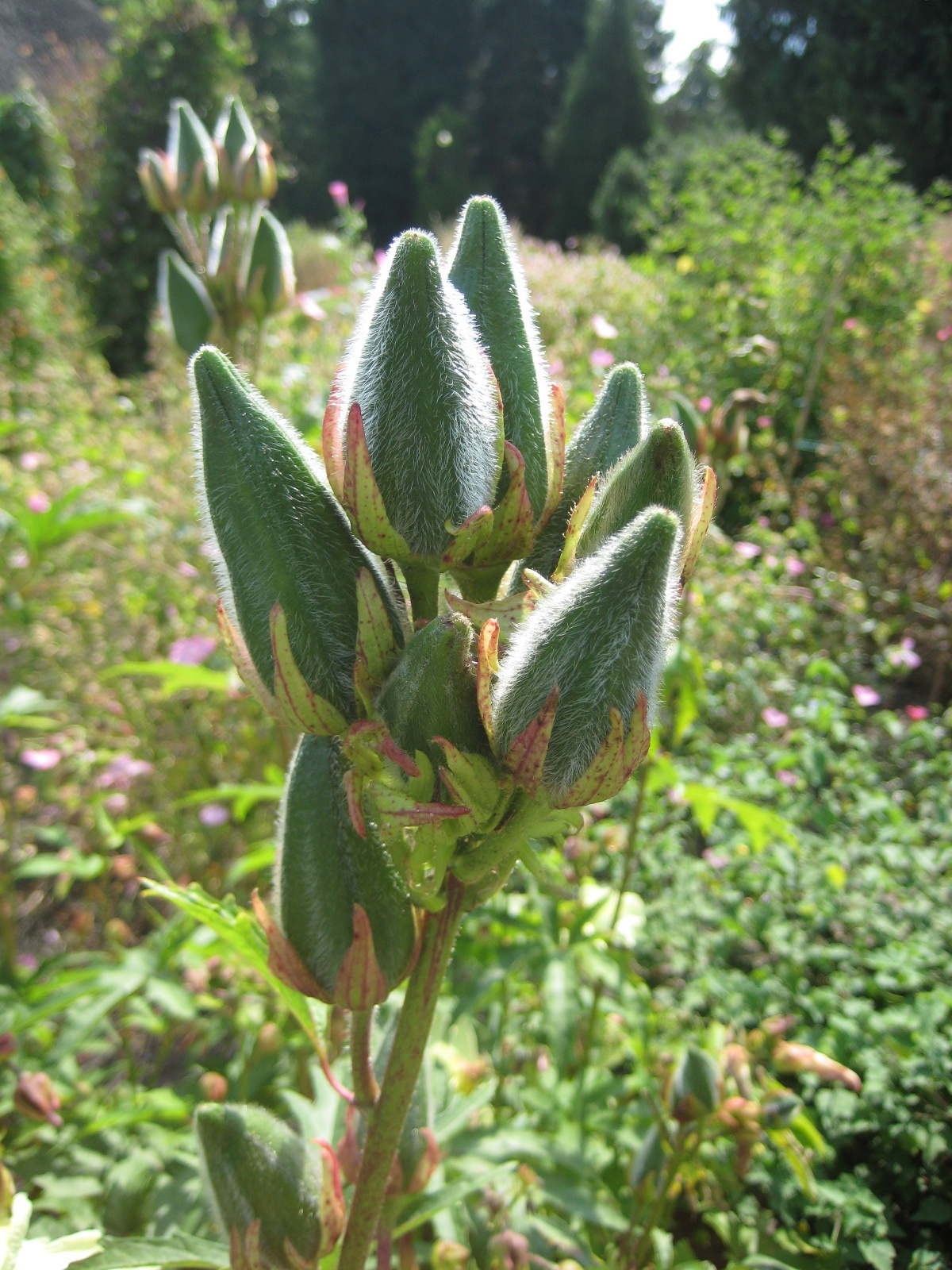